# Lachenalia corymbosa
Lachenalia corymbosa är en sparrisväxtart som först beskrevs av Carl von Linné, och fick sitt nu gällande namn av John Charles Manning och Peter Goldblatt. Lachenalia corymbosa ingår i släktet Lachenalia och familjen sparrisväxter. Inga underarter finns listade i Catalogue of Life.